# Іфраніди
Іфраніди (араб. الإفرانيون, бербер. ⴰⵢⵜ ⵢⴼⵔⵏ) — ранньосередньовічна берберська династія, що заснувала держави в Тлемсені і Шеллі. Вони тривалий час боролися проти Ідрісидів, Кордовського халіфату. Були підкорені Альморавідами у 1060-х роках.

## Історія

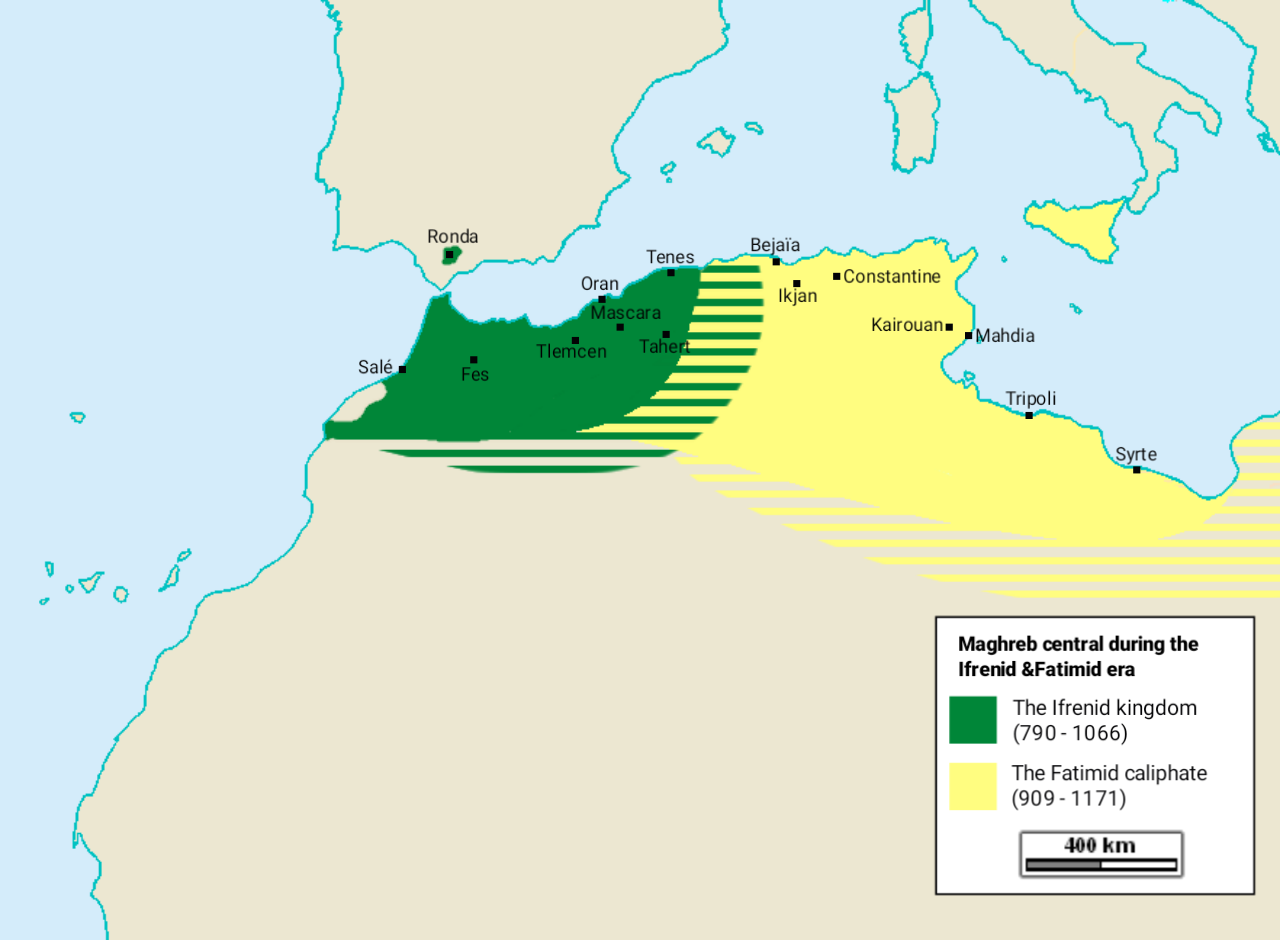
Карта, що показує продовження Іфранідів та їх кордони з Фатімідами

Засновниками стало плем'я Бану Іфран, частина конфедерації зената. Спочатку брало участь у берберському повстанні проти Аббасидського халіфату. Через конфлікт між Абу Курра, вождем іфранів, та Таріфом ат-Матгарі, вождем берегватів, відбувся розкол серед повсталих. Зрештою 742 року Абу Курра захопив античне місто Помарія, яке перейменував на Тлемсен. Тут було засновано перший емірат Іфранідів. Для зміцнення державних інституцій було запрошено хариджитів та суфритів.
Спочатку головним суперником були аббасидські валі (намісники) в Іфрикії. 762 року в битві біля фортеці Тобна в горах Орес військо Іфранідів завдало поразки валі Язіду аль-Мухаллабі. Загони Абу Курри дійшли до Кайруану.
З середини 780-х років починаються війни проти Ідріса Аліда, що прибув до Далекого Магрибу. Спочатку Іфраніди діяли спільно з племен берберів-маграва, але все ж зазнали поразки 790 року Ідріс захопив Тлемсен, передавши братові Сулейману, де той заснував власний емірат.
Іфраніди зуміли зберегти володіння на південь від Тлемсену: між Сулейманідами і Рустамідами. На початку X ст. вони підтримали Фатімідів.
949 року за підтримки Фатімідів представники роду повертають владу над Тлемсеном. Втім вже 955 року Яза ібн Мухаммед, шейх Іфранідів, повстав проти Фатімідського халіфату. З цього часу Іфраніди вступають в союз з Кордовським халіфатом.
986 року Ядду ібн Яла стає першим кордовським валі в Фесі. Але у 988 році позбавлений посади, що спричинило повстання Іфранідів проти Кордовського халіфату, яке тривало до 993 року.
Після поразки частина Іфранідів перебралася до Атлантичного узбережжя, де в Шеллі заснували невеличку державу, яка невдовзі почала боротьбу проти емірату берегватів, яка тривала до початку 1040-х років.
З послаблення Кордовського халіфату на початку XI ст. Іфраніди повертають владу над Тлемсеном. У 1012 році після розпаду халіфату починають війну проти Феського емірату, який встановлює в Тлемсені владу магравів. Втім 1033 року в союзі з Іфранідами з Шелли тлемсенські Іфраніди повертають свої володіння. Згодом Іфраніди Тлемсену вимушені боротися з Хаммадідами. Остаточно підкорені у 1066 році Альморавідами.
Ще однією державою Іфранідів став Рондська тайфа на Піренейському півострові, яка утворилася 1039 року. Тут правили прямі нащадки Ядду ібн Яли. 1065 року підкорено Севільською тайфою.